# Тышкевич, Владимир Николаевич
Владимир Николаевич Тышкевич (22 мая 1922, Житомирский уезд, Волынская губерния — 30 сентября 1987, Житомир) — пулеметчик 867-го стрелкового полка (271-я стрелковая дивизия, 38-я армия, 4-й Украинский фронт), ефрейтор, участник Великой Отечественной войны, кавалер ордена Славы трёх степеней.

## Биография
Родился 22 мая 1922 года в поселке Крошня Житомирского уезда Волынской губернии (ныне - в черте города Житомир, Украина) в семье крестьянина. Украинец. Образование начальное. Работал в колхозе ездовым. С началом Великой Отечественной войны оставался на оккупированной территории.
В январе 1944 года был призван в Красную Армию Житомирским райвоенкоматом. С того же времени на фронте. Весь боевой путь прошел в составе 867-го стрелкового полка 271-й стрелковой дивизии. В первых же боях за освобождение родной Украины заслужил медаль «За отвагу».
24 сентября 1944 года юго-западнее города Туржанск (Подкарпатское воеводство, Польша) красноармеец Тышкевич в ожесточенном бою за высоту 701 огнем из автомата сразил 4 гитлеровцев, забросал гранатами пулеметную точку, уничтожив расчет. 4 октября был представлен к награждению орденом Славы 3-й степени.
29 сентября 1944 года в бою в районе населенного пункта Воля Михова (Подкарпатское воеводство, Польша) красноармеец Тышкевич под огнем противника вынес с поля боя тяжело раненного командира роты, оказал ему первую медицинскую помощь. 15 октября был представлен к награждению орденом Славы 3-й степени.
Приказами по частям 271-й стрелковой дивизии от 15 октября 1944 года (№ 36/н, за бой 24 сентября) и от 25 октября 1944 года (№ 43/н, за спасение командира) красноармеец Тышкевич Владимир Николаевич награжден двумя орденами Славы 3-й степени.
17 февраля 1945 года у населенного пункта Свентошувка (Свентошув, Нижнесилезское воеводство, Польша) ефрейтор Тышкевич проник в тыл врага и из автомата сразил свыше 10 гитлеровцев, гранатами подорвал 2 пулеметные точки, взял в плен более 50 пехотинцев. Был представлен к награждению орденом Славы 2-й степени.
На завершающем этапе войны участвовал в боях Моравско-Островской и Пражской операциях, заслужил последний боевой орден. 20 апреля в о время прорыва обороны противника, ворвавшись во вражеские траншеи гранатами уничтожил пулеметную точку. Награжден орденом Красной Звезды.
Приказом по войскам 38-й армии от 1 июня 1945 года (№ 42/н) ефрейтор Тышкевич Владимир Николаевич награжден орденом Славы 2-й степени.
В август 1945 года был признан не годным к военной службе и демобилизован.
Указом Президиума Верховного Совета СССР от 22 апреля 1969 года приказ от 25 октября 1944 года был отменен и Тышкевич Владимир Николаевич награжден орденом Славы 1-й степени. Стал полным кавалером ордена Славы.
Старшина в отставке (1970). Работал в сельпо Житомирского района. Жил в городе Житомир. Умер 30 сентября 1987 года. Похоронен на кладбище села Солнечное Житомирского района.

## Награды
- Орден Отечественной войны I степени (11.03.1985)[4]

- Орден Красной Звезды (24.04.1945)[5]
- Полный кавалер ордена Славы:
  - орден Славы I степени(24.04.1945)[6];
  - орден Славы II степени (01.06.1945)[7];
  - орден Славы III степени (17.12.1944)[8];
- медали, в том числе:
  - «За отвагу» (05.09.1944)[9]
  - «За отвагу» (11.10.1943)[10]
  - «За оборону Кавказа» (1.05.1944)
  - «За освобождение Праги» (9.5.1945)
  - «В ознаменование 100-летия со дня рождения Владимира Ильича Ленина» (6 апреля 1970)
  - «За победу над Германией» (9 мая 1945[11])[12]
  - «20 лет Победы в Великой Отечественной войне 1941—1945 гг.» (7 мая 1965[13])
  - «30 лет Победы в Великой Отечественной войне 1941—1945 гг.»[14]
  - 40 лет Победы в Великой Отечественной войне 1941—1945 гг.[15]
  - «30 лет Советской Армии и Флота»[16]
  - «40 лет Вооружённых Сил СССР»[17]
  - «50 лет Вооружённых Сил СССР» (26 декабря 1967[18])
- Знак «25 лет победы в Великой Отечественной войне» (1970)

## Память
- На могиле установлен надгробный памятник
- Его имя увековечено в Главном Храме Вооружённых сил России, и навсегда запечатлено на мемориале «Дорога памяти»